# Regione di Kabadougou
La regione di Kabadougou è una delle 31 regioni della Costa d'Avorio. Situata nel distretto di Denguélé, ha per capoluogo la città di Odienné ed è suddivisa  in cinque dipartimenti: Gbéléban, Madinani,  Odienné, Samatiguila e Séguélon.
La popolazione censita nel 2014 era pari a 193.364  abitanti.